# Luís Maimona João
Luís Maimona João   (Luanda, 1 de febrer de 1981), anomenat Lamá, és un exfutbolista angolès de la dècada de 2000.
Fou internacional amb la selecció de futbol d'Angola.
Pel que fa a clubs, destacà a Petro Luanda, on jugà durant quasi dues dècades.

## Partits internacionals
| Selecció de futbol d'Angola | Selecció de futbol d'Angola | Selecció de futbol d'Angola |
| Any                         | Partits                     | Gols                        |
| --------------------------- | --------------------------- | --------------------------- |
| 2003                        | 1                           | 0                           |
| 2004                        | 4                           | 0                           |
| 2005                        | 3                           | 0                           |
| 2006                        | 5                           | 0                           |
| 2007                        | 4                           | 0                           |
| 2008                        | 14                          | 0                           |
| 2009                        | 9                           | 0                           |
| 2010                        | 5                           | 0                           |
| 2011                        | 3                           | 0                           |
| 2012                        | 5                           | 0                           |
| 2013                        | 3                           | 0                           |
| Total                       | 56                          | 0                           |